# Nantes (lied)
De Franse stad Nantes werd vereeuwigd in een gelijknamig autobiografische lied Nantes van de Franse zangeres Barbara. In het lied wordt zij naar het fictieve adres "Vingt-cinq rue de la Grange-au-Loup" in Nantes geroepen om haar stervende vader te ontmoeten. Veel bezoekers aan Nantes zochten naar dit adres. Het adres was verzonnen maar de gemeente Nantes heeft een Rue de la Grange-au-Loup (Frans voor "Straat van de graanschuur met de wolf") aangelegd in een buitenwijk, de wijk "Saint-Joseph de Porterie". In deze wijk stond de boerderij waarin de Elzasser Jood Jacques Serf in de Tweede Wereldoorlog ondergedoken was. Nummer 25 ontbrak indertijd maar werd later gebouwd. Op 22 maart 1986 hebben Barbara en haar vriend Gérard Depardieu het straatbord onthuld. Na het overlijden van Barbara werd in de directe omgeving een straat in "Rue Barbara" omgedoopt.

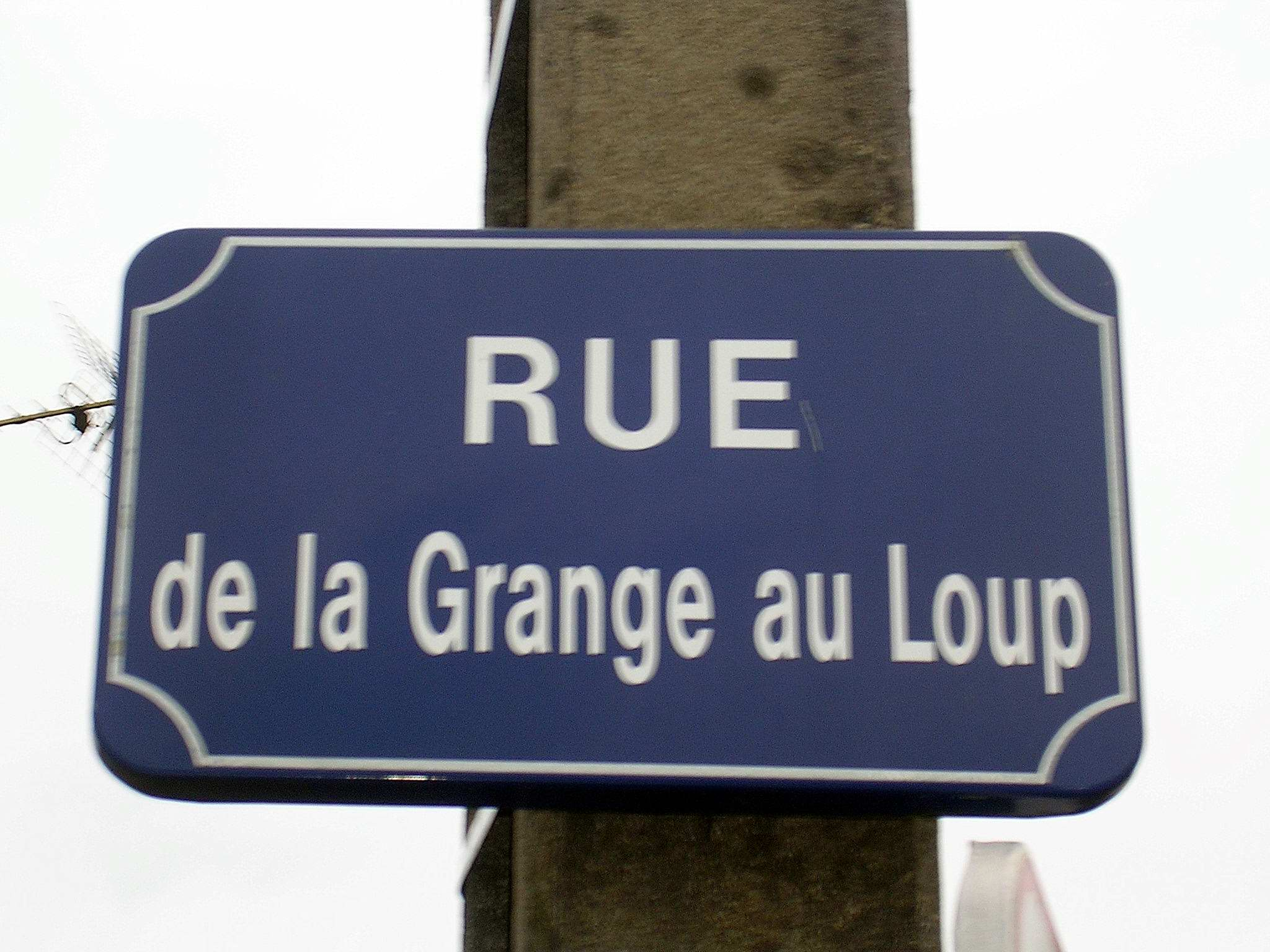
Het straatbord

Aanleiding tot het schrijven van het chanson was het overlijden van Barbara's vader Jacques Serf op 20 december 1959 in het ziekenhuis van Nantes. Vader en dochter waren van elkaar vervreemd geraakt. In het lied werden de omstandigheden en de aanleiding, een telegram, gedramatiseerd.
De aanhef:
Il pleut sur Nantes
Donne-moi la main
Le ciel de Nantes
Rend mon cœur chagrin
Het slot
Pourtant, j’étais au rendez-vous. Vingt-cinq rue de la Grange-au-Loup.
Mais il ne m’a jamais revue. Il avait déjà disparu…
Il pleut sur Nantes Et je me souviens.
Le ciel de Nantes Rend mon cœur chagrin.
Barbara hoorde op 21 december van het sterven van haar vader. Zij schreef het lied de dag na de begrafenis. Het lied werd pas enkele uren voor de première in het Théâtre des Capucines op 5 november 1963 voltooid. Het was een groot succes en "Nantes" wordt tot haar beste werken gerekend.
Het lied werd door Barbara zelf op de piano begeleid maar er zijn ook orkestrale uitvoeringen en uitvoeringen waarop zij door een accordeon wordt begeleid. Barbara heeft het lied talloze malen vertolkt en het gedurende de jaren tussen 1963 en 1996 op zeer verschillende wijzen geïnterpreteerd en uitgevoerd.